# Biblioteca Virtual de Prensa Histórica
A Biblioteca Virtual de Prensa Histórica, (em português Biblioteca Virtual de Imprensa Histórica), sigla (BVPH) é uma biblioteca digital resultado de um projeto cooperativo feito pelo Ministério de Educação, Cultura e Desportos da Espanha, as suas Comunidades Autónomas e outras instituições da memória histórica.
Tem como objetivos conservar e fazer acessível a imprensa histórica do país, um material bibliográfico que se caracteriza para incluir exemplares únicos e de difícil acesso.
Abarca o período compreendido entre a metade do século XVIII e princípios do século XXI, sendo o exemplar mais antigo do ano 1753 e o mais atual do ano 2013.
Utiliza as normas de formato XML MARC Schema, METS, METSRights, PRÊMIOS, DCMI e ESTE e dispõe de um repositório OAI-PMH.
Inclui mais de seis milhões de páginas, sobre Imprensa Histórica editadas em Espanha.

## O projecto
A BVPH constitui um dos principais projetos de digitalização que atualmente se estão a desenvolver em Espanha e tem a nível internacional uma importância notável, tanto pelo seu volume como pelas suas funcionalidades.
O projecto foi iniciado no ano 2003, mas foi apresentado o 2009 por César Antonio Molina, naquele tempo Ministro de Cultura. É o resultado da colaboração da Direção geral do Livro, Arquivos e Bibliotecas, através da Sotsdireção Geral de Coordenação Bibliotecária, com as Comunidades Autónomas bem como de várias instituições de caracter científico ou cultural como associações culturais, fundações, universidades e empresas jornalísticas.
No ano 2009 adopta-se ALTO (The Analyzed Layout and Text Object) como norma para complementar o esquema METS na gestão de metados. ALTO permite estruturar o texto por caracteres e vinculá-lo ao reconhecimento OCD (reconhecimento ótico de caracteres), permitindo desta pesquisa procura-la por palavras a texto completo.
Facilita a utilização de vários gestores de referências bibliográficas, como ZOTERO, facilitando muito a tarefa dos pesquisadores. Acrescenta também um novo visor de imagens de grande medida, coisa que facilita muito as consultas.
No ano 2013, contava com 2 178 cabeceiras correspondentes além de seis milhões de páginas digitalizadas (das quais 5,2 milhões se podem consultar a texto completo), transferidas por 81 bibliotecas. A maior parte de fundo, são colecções únicas de interesse para pesquisadores e público em geral. A sua temática é variada e abarca o período compreendido entre metade do século XVIII e princípios do século XXI.
O banco de dados da BVPH, estão representadas as 17 Comunidades Autónomas (Andaluzia, Aragão, Astúrias, Canárias, Cantábria, Castilha e Leão, Castilha-a Mancha, Catalunha, Comunidade de Madrid, Comunidade Valenciana, Estremadura, Galiza, Ilhas Baleares, A Rioja, Navarra, País Basco e Região de Múrcia) além das 2 Cidades Autónomas (Ceuta e Melilla), reunindo um total 57 províncias e 180 localidades.

## Digitalização dos materiais
A preservação digital dos materiais bibliográficos da imprensa histórica espanhola é fundamental porque o apoio no qual se conservam está em perigo de desaparecimento.
Por uma banda, a mesma acides do papel friável, elaborado a partir de massa de celulose, produz um deterioramento do papel simplesmente por estar em contacto com o ar, um caso de degradação que os centros de preservação e conservação denominam slow fire (“fogo lento”). Também a qualidade do papel, em termos gerais, não é muito boa, já que no momento no qual se imprime se pensava mais num consumo imediato que não numa previsão de conservação em longo prazo.
A digitalização dos materiais é aconselhável não somente pela degradação do papel senão também pela forte demanda destes tipos de materiais proveniente de pesquisadores, estudantes ou público em general. Um uso e manipulação que acelera ainda mais o deterioramento, já que na maioria dos casos não somente supõe uma consulta senão também uma reprodução que expõe os materiais a uma luz potente, como seria o caso de fazer uma simples fotocopia, por exemplo.

## Colecções destacadas

### Imprensa clandestina
Formada por umas 90 000 páginas do arquivo hemerográfico do Partido Comunista de Espanha que foi digitalizada pela Direcção general do Livro, Arquivos e Bibliotecas do Ministério de Educação, Cultura e Desporto, através de um convénio com a Fundação de Buscas Marxistas.
Esta colecção é necessária para conhecer as actividades políticas dos grupos clandestinos que se opuseram ao franquismo e, muito especialmente, os do Partido Comunista e as organizações que giravam ao seu redor. Contando com 244 cabeceiras publicadas em Espanha, Argélia, Colômbia, França, Itália, Marrocos, México, Rússia, Venezuela, Uruguai, etc., correspondentes ao período compreendido entre 1932 e 1976.
Com a sua digitalização, assegura-se a divulgação destes fundos através da web e preservam-se os seus conteúdos, que pelo fato de estar produzidos com métodos artesanais na clandestinidade  se encontram em adiantado estado de degradação.

#### Revistas culturais
É o resultado do convénios de colaboração entre ARCE  e o Ministério de Educação, Cultura e Desporto. Contém as revistas ADE teatro, A balsa da medusa, CLIJ: Cuadernos de Literatura Infantil y Juvenil, Cuadernos de Alzate, Leviatán, Litoral, Ritmo, Cuadernos de Pensamiento Político, Veintiuno, O Ecologista, Gaia, Arte Y Parte, Ópera Actual y Utopías: Nuestra Bandeira, às quais ir-se-ão acrescentando outros títulos. Inclui as descrições bibliográficas dos artigos das revistas para facilitar ao cidadão a procura dos artigos pelo nome do autor, o título ou a matéria. Assim mesmo, é possível procura-lo no texto completo das publicações.

## Estatísticas
| ESTATÍSTICAS GERAIS                           |           |
| --------------------------------------------- | --------- |
| Número de cabeceiras digitalizadas            | 2.178     |
| Número de exemplares digitalizados            | 1.087.694 |
| Número de imagens digitalizadas               | 6.556.716 |
| Número de bibliotecas com obras digitalizadas | 81        |
| Número de localidades                         | 180       |
| Número de províncias                          | 57        |
| Número de impressoras ou editores             | 2.419     |

| DATAS LIMITES DOS EXEMPLARES DIGITALIZADAS |      |
| ------------------------------------------ | ---- |
| Ano do exemplar DIGITALIZADAS mais antigo  | 1753 |
| Ano do exemplar digitalizadas mais moderno | 2013 |

| Comunidade Autónoma | Cabeceiras | Páginas   |
| Andaluzia           | 146        | 692.830   |
| Aragão              | 39         | 93.894    |
| Astúrias            | 13         | 139.198   |
| Castilha e Leão     | 368        | 1.018.222 |
| Castilha a Mancha   | 123        | 318.001   |
| Catalunha           | 449        | 945.680   |
| Ceuta               | 2          | 3.588     |
| Melilla             | 1          | 41.799    |
| Estremadura         | 177        | 190.546   |
| Galiza              | 15         | 162.145   |
| Ilhas Baleares      | 94         | 229.108   |
| Canárias            | 9          | 191.671   |
| A Rioja             | 7          | 107.778   |
| Madrid              | 371        | 1.014.809 |
| Múrcia              | 28         | 227.157   |
| Navarra             | 41         | 67.269    |
| País Basco          | 7          | 89.516    |
| Valência            | 178        | 570.436   |

Dados extraídos da web «BVPH». prensahistorica.mcu.es

## Motor de busca
A BVPH conta com um potente motor de busca que permite fazer procura simples e procura adiantada por campos (título, biblioteca, comunidade autónoma, província, localidade, idioma), por data e por palavras ou frases. Ademais conta com uma listagem de cabeceiras e um mapa interactivo por comunidades autónomas, províncias e localidades.